# 小行星3259
小行星3259（3259 Brownlee）是一颗绕太阳运转的小行星，为主小行星带小行星。该小行星于1984年9月25日发现。
該小行星以美國天文學家唐納德·E·布朗利命名。

## 轨道参数
小行星3259的轨道半长轴为3.1610496 UA，离心率为0.130。